# Pontiac G5

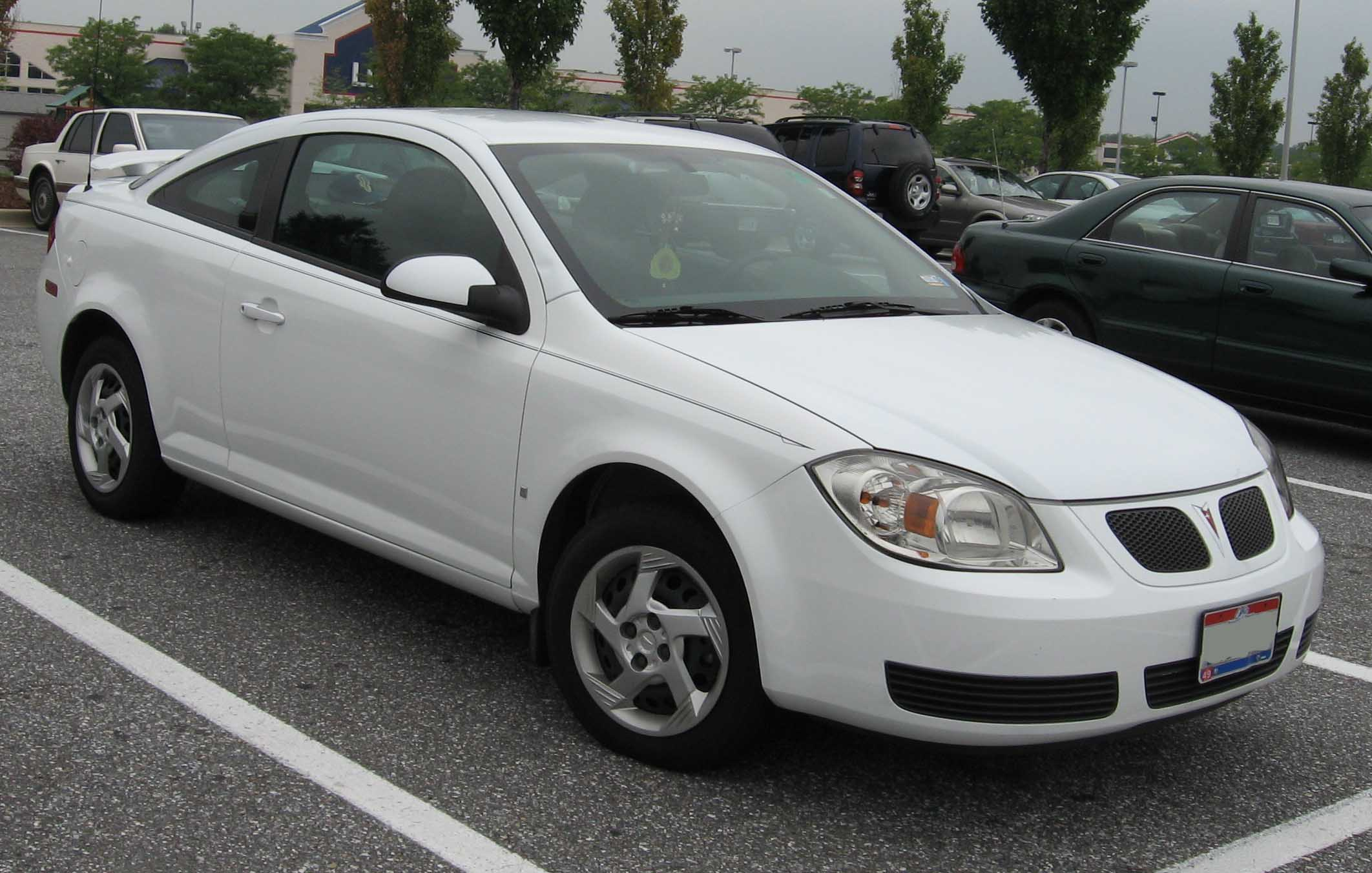
Pontiac G5 Coupé.

La Pontiac G5 est une automobile de la division Pontiac du constructeur américain General Motors (GM). Introduite sous le nom de Pontiac Pursuit en 2004 et de Pontiac Pursuit G5 en 2005 et 2006 au Canada et de Pontiac G4 au Mexique, elle devient la Pontiac G5 partout dans le monde lors de son introduction aux États-Unis en 2007. Elle remplace la Sunfire dans la gamme Pontiac. Elle est basée sur la plate-forme Delta de General Motors tout comme la Chevrolet Cobalt, HHR et Saturn Ion. Elle disparait en 2009 en même temps que la division Pontiac. 
La Pontiac G5 est disponible en version coupé 2 portes et berline 4 portes au Canada et au Mexique. Elle n'est seulement offerte en version coupé aux États-Unis. Elle est dotée de 4 cylindre Ecotec 2,2L et 2,4L. Elle n'a jamais été disponible en version suralimentée contrairement à la Cobalt. 